# Irene Arcos
Irene Arcos (Madrid, 25 de julio de 1981) es una actriz española conocida principalmente por sus papeles en series de televisión. Debutó por primera vez en Los hombres de Paco (2008), y posteriormente ha participado en series exitosas como Élite (2018-2020) o El embarcadero (2019-2020).

## Biografía
Irene Arcos nació el 25 de julio de 1981 en Madrid (España), aunque gran parte de su familia es procedente de Galicia, en concreto, de La Coruña. Se licenció en la carrera universitaria de Comunicación Audiovisual en la Universidad Complutense de Madrid. Aunque posteriormente encontró su vocación como actriz y realizó los estudios de arte de dramático en el Centro de estudio «Recabarrem», una escuela de interpretación ubicada en Madrid. Además, también desempeñó una serie de cursos relacionados con la interpretación.

## Trayectoria profesional
Comenzó trabajando de auxiliar de cámara una vez finalizada su licenciatura en Comunicación Audiovisual en la Universidad Complutense de Madrid, en la conocida serie de Hospital Central, de Telecinco. Aunque durante esta experiencia supo que su vocación era ser actriz y por ello decidió estudiar Arte Dramático durante tres años. Primeramente, interpretó obras de teatro de gran trascendencia, como La caja, Troyanas, Trainspotting o 12 meses. Más adelante participó en ficciones españolas a modo de personaje episódico. En 2011 tuvo un papel recurrente en la serie Hispania, interpretando a Navia. Aunque la fama le ha venido gracias a las ficciones Vis a Vis y Élite, cuando ha empezado a darse a conocer en el panorama nacional. 
En 2019 se anunció que protagonizaría junto a Álvaro Morte y Verónica Sánchez la ficción de Movistar+ El embarcadero, con el papel de Verónica. Más adelante participó en La valla y Madres. Amor y vida. A finales de 2020 se anunció su papel protagónico para la serie de Movistar+ Todos mienten, donde interpreta a Macarena, una profesora que se ve envuelta en un escándalo sexual al salir a la luz un vídeo de alto contenido junto con un alumno.

## Filmografía

### Cine
| Año  | Título                          | Personaje | Director              |
| ---- | ------------------------------- | --------- | --------------------- |
| 2014 | Trezze                          | Paula     | Elbio Aparisi Nielsen |
| 2018 | Hacerse mayor y otros problemas | Paty      | Clara Martínez-Lázaro |

### Televisión
| Año         | Título                         | Personaje       | Notas                                     |
| ----------- | ------------------------------ | --------------- | ----------------------------------------- |
| 2008        | Los hombres de Paco            | Sol             | 1 episodio                                |
| 2009        | Hospital Central               | Angelina        | 1 episodio                                |
| 2009        | Sin tetas no hay paraiso       | Extra           | 1 episodio                                |
| 2009        | Punta Escarlata                | Extra           | 1 episodio                                |
| 2011        | 11-M, para que nadie lo olvide | Maribel         | Elenco principal (miniserie)              |
| 2011 – 2012 | Hispania, la leyenda           | Navia           | 8 episodios (recurrente; temporada 2)     |
| 2015        | Sin identidad                  | Conchi          | 3 episodios                               |
| 2015        | Cuéntame cómo pasó             | Secretaria      | 2 episodios                               |
| 2015 – 2016 | Vis a vis                      | Carolina        | 6 episodios (recurrente; temporadas 1–2)  |
| 2016        | El Caso: Crónica de sucesos    | Eugenia         | 1 episodio                                |
| 2016        | Seis hermanas                  | Dorisa          | 1 episodio                                |
| 2018 – 2020 | Élite                          | Pilar Domínguez | 14 episodios (recurrente; temporadas 1–2) |
| 2019 – 2020 | El embarcadero                 | Verónica Alfaro | Elenco principal; 16 episodios            |
| 2020        | La valla                       | Emilia Noval    | 4 episodios                               |
| 2020        | Madres. Amor y vida            | Claudia         | 11 episodios (recurrente; temporada 2)    |
| 2022 – 2024 | Todos mienten                  | Macarena Vidal  | Protagonista; 12 episodios                |
| 2025        | Machos alfa                    | Paz Artigas     | 8 episodios (recurrente; temporada 3)     |

### Teatro
| Año         | Título                           | Notas                                         |
| ----------- | -------------------------------- | --------------------------------------------- |
| 2009 - 2011 | Todas quieren ser Jacky Kennedy  | Dir. Eduardo Recabarren                       |
| 2013 - 2014 | La caja                          | Pers. Marina, Dir. Gabriel Olivares           |
| 2013 - 2015 | Lágrimas, mocos y sangre         | Dirs. Noé Denia y Oscar Sanz Cabrera          |
| 2014        | Una historia de amor y miedo     | Dir. Nacho López                              |
| 2014 - 2015 | Entreactos                       | Dir. Miguel Ángel Arcano                      |
| 2015 - 2016 | El cielo que me tienes prometido | Pers. Princesa de Éboli, Dir. Ana Diosdado    |
| 2017        | 12 meses                         | Dir. Nacho Redondo                            |
| 2017 - 2018 | Trainspotting                    | Dir. Fernando Soto                            |
| 2018        | Troyanas                         | Pers. Helena de Troya, Dir. Carmen Portacelli |
| 2019 - 2021 | Antígona                         | Dir. David Gaitán                             |
| 2020 - 2021 | Traición                         | Dir. Israel Elejalde                          |
| 2023 - 2024 | Tan solo el fin del mundo        | Dir. Israel Elejalde                          |

## Premios y nominaciones
| Premio                      | Año  | Categoría               | Trabajo nominado | Resultado | Ref.  |
| --------------------------- | ---- | ----------------------- | ---------------- | --------- | ----- |
| Fotogramas de Plata         | 2020 | Mejor actriz de teatro  | Traición         | Nominada  | [ 8 ] |
| Unión de Actores y Actrices | 2020 | Mejor actriz revelación | El embarcadero   | Ganadora  | [ 9 ] |